# Lispocephala beardsleyi
Lispocephala beardsleyi är en tvåvingeart som beskrevs av John Otterbein Snyder 1965. Lispocephala beardsleyi ingår i släktet Lispocephala och familjen husflugor. Inga underarter finns listade i Catalogue of Life.